# Markíza
Markíza (cunoscut și ca Televízia Markíza) este un canal de televiziune slovac lansat la 31 august 1996, deținut de politicianul Pavol Rusko, și care în prezent face parte din Central European Media Enterprises.

## Istoric
Numele canalului, Markíza (Marquise), în cuvintele directorului său în 2008, a evocat „prospețime, farmec, prestigiu”, care a fost văzut ca ceva „ieșit din comun”.
„Markida este o fiică a HZDS”, a declarat Emília Boldišová, care a condus comitetul de acordare a licențelor, care a refuzat să îi acorde o licență lui Pavol Rusko deoarece acesta o ascundea pe coproprietara din străinătate, Sylvia Volzová. În decembrie 1994, comisia a emis o licență pentru Markíza - Slovacia, Blatné, spol. s. r. o., care a fost acordată la 7 august 1995. Potrivit lui Boldišoveá, datorită președintelui de atunci al Consiliului Național Slovac, Ivan Gašparovič, asistentului său Ľuboš Jurík și Oľga Keltošová.

## Programe
- 2 na 1
- Bez servítky
- Dobre vedieť!
- Extrémne premeny Slovensko
- Farma (Slovakia)
- Hlas Česko Slovenska / The Voice Česko Slovensko
- Chart Show
- Lego Masters
- Let's Dance
- Love Island
- MasterChef Česko Slovensko
- MasterChef Slovensko
- Milionár
- Modré z neba
- Na love
- Na nože
- Pestúnka
- Pokušenie
- Ste chytrejší ako piatak?
- SuperStar
- Slovensko hľádá SuperStar
- Slovensko má talent
- Tvoja tvár znie povedome
- Utajený šéf
- Zámena manželiek

## Seriale
- 100 Deeds for Eddie McDowd
- 112
- Sestričky
- Oteckovia
- 2 Broke Girls
- 7th Heaven
- According to Jim
- Alarm für Cobra 11
- Ally McBeal
- Áno, miláčik!
- Baywatch
- Beverly Hills, 90210
- Buffy the Vampire Slayer
- Búrlivé víno
- Close to Home
- Cold Case
- Hunter
- Columbo
- Criminal Minds
- Dallas
- Don Matteo
- Early Edition
- Everybody Hates Chris
- Felicity
- Flashpoint
- Frasier
- Friends
- Gossip Girl
- Gotham
- Hercules: The Legendary Journeys
- Horúca krv
- House
- Charmed
- Chicago Hope
- Chlapi neplačú
- Inspector Rex
- Invasion
- JAG
- Joan of Arcadia
- Joey
- Kyle XY
- Married... with Children
- Medical Investigation
- M*A*S*H
- Melrose Place
- Mesto tieňov
- Mike & Molly
- Mission Hill
- Monk
- Mr. Bean
- Murder, She Wrote
- NCIS
- NCIS: Los Angeles
- NCIS: New Orleans
- Normálna rodinka
- NUMB3RS
- Ordinácia v ružovej záhrade
- Parker Lewis Can't Lose
- Perfect Strangers
- Person of Interest
- Priateľky
- Profiler
- Providence
- Revolution
- Rex
- Rizzoli & Isles
- Sabrina, the Teenage Witch
- Sledge Hammer!
- Smallville
- Space: Above and Beyond
- Step by Step
- Sue Thomas: F.B.Eye
- Summerland
- Susedia
- The Big Bang Theory
- The Bill Cosby Show
- The Mentalist
- The Naked Chef
- The O.C.
- The Vampire Diaries
- The War at Home
- The X-Files
- Tom Stone
- Two and a Half Men
- Veronica Mars
- V mene zákona
- World's Most Amazing Videos
- Zita na krku
- Sekerovci